# Pánamerikai bajnokság
A Pánamerikai bajnokság egy nemzetközi labdarúgótorna volt 1952 és 1960 között. A pánamerikai labdarúgó-konföderáció szervezte és összesen három alkalommal került megrendezésre. 

## Kiírások
| Év   | Végeredmény | Végeredmény | Végeredmény | Végeredmény |
| Év   | Győztes     | Második     | Harmadik    | Negyedik    |
| ---- | ----------- | ----------- | ----------- | ----------- |
| 1952 | Brazília    | Chile       | Uruguay     | Peru        |
| 1956 | Brazília    | Argentína   | Costa Rica  | Peru        |
| 1960 | Argentína   | Brazília    | Mexikó      | Costa Rica  |

### Helyezések száma
| Csapat     | Győztes | Második | Harmadik | Negyedik |
| ---------- | ------- | ------- | -------- | -------- |
| Brazília   | 2       | 1       |          |          |
| Argentína  | 1       | 1       |          |          |
| Chile      |         | 1       |          |          |
| Costa Rica |         |         | 1        | 1        |
| Mexikó     |         |         | 1        |          |
| Uruguay    |         |         | 1        |          |
| Peru       |         |         |          | 2        |